# Hooked on a Feeling
Hooked On a Feeling è una canzone scritta da Mark James, è un singolo estratto dall'album On My Way di B. J. Thomas, pubblicato il 29 ottobre 1968.

## Cover
La canzone è stata eseguita da diversi artisti, tra le più conosciute, esiste anche la versione dei Blue Swede capitanati da Björn Skifs registrata nel febbraio del 1974, introducendo il famoso "Ooga-Chaka-Ooga-Ooga". Inizialmente, tale intro, venne inserito nel 1971 da un altro artista , Jonathan King, che descrisse questa scelta artistica come "un ritmo reggae da voci maschili".
Il brano è stato anche interpretato da David Hasselhoff nel 1997.

## Tracce
1. Lato A. Hooked on a Feeling - 2:44 - scritta da - Mark James
2. Lato B. I've Been Down This Road Before - 2:42 - scritta da – Spooner Oldham [4]
3. ‘’david hasselhoff hooked on a feeling’’